# Campanas
Campanas es una localidad del Departamento Famatina, en el norte de la provincia de La Rioja, Argentina.
Se encuentra en cercanías de la ruta nacional 78 a 85 km o Ruta provincial N.º 11.
La localidad cuenta con un hospital, tres escuelas de carácter rural, una de ellas destinada a adultos, una biblioteca popular, una oficina de información turística, el Museo Arqueológico ACNIN y la iglesia del San José, Monumento Histórico Nacional, desde el año 1967.
En la localidad se conservan antiguas construcciones del siglo XVIII, como las casonas de Lucía Carrizo (1713) y Lorenzo Eizaguirre (1770-1804).

## Toponimia
La localidad debe su nombre al cercano cerro La Campanita, llamado así por la curiosa sonoridad que producen sus piedras oscuras al ser golpeadas.

## Geografía
Campanas se encuentra en la base de la ladera oriental del cordón de Famatina. El clima es seco y templado, con muy escasas precipitaciones y gran amplitud térmica entre las temperaturas mínimas y máximas diarias. La flora es típica de la región serrana árida, adaptada a la escasez de humedad.

## Población
Cuenta con 892 habitantes (Indec, 2010), lo que representa un descenso del 10% frente a los 991 habitantes (Indec, 2001) del censo anterior. La localidad de Campanas es la segunda en importancia teniendo en cuenta el censo del 2010.  
| Gráfica de evolución demográfica de Campanas entre 1991 y 2010 |
|                                                                |
| Fuente: Censos nacionales del INDEC                            |

## Economía
Campanas es un pueblo nogalero, con cultivos de vid y otros frutales que permiten una economía de subsistencia; en el pasado sustentaron un activo intercambio comercial con pueblos vecinos: vino patero, arrope, pasas y orejones se trocaban por trigo de Copacabana y Tinogasta.
En la zona existen una serie de canales y acequias que permiten el desarrollo de la actividad agrícola, ya que la totalidad de los cultivos es bajo riego.
Si bien existen iniciativas para el desarrollo de servicios turísticos, dada la potencialidad de la zona, esta actividad es aún incipiente. Hacia fines del año 2015, Campanas solo disponía de unas 20 plazas para alojamiento, de nivel básico.

## Sitios de interés turístico
En la localidad o en sus cercanías existen sitios de interés que constituyen un potencial para el desarrollo de actividades turísticas.
- Parque Diaguita: Está ubicado a unos 6 km de la localidad, sobre una superficie de unas 2 ha. En el lugar se han encontrado rastros de la presencia de poblaciones diaguitas, básicamente petroglifos en rocas de variados tamaños. Dado que el sitio no tuvo protección, muchas de estas piedras fueron retiradas y en algunos casos se encuentran en diversos museos.

- Traza del Camino del Inca: En cercanías del parque Diaguita, se ha despejado un pequeño sector de este camino, que forma parte de los caminos incas o Qhapaq Ñan, considerados en su conjunto Patrimonio de la Humanidad.

- Museo Acnin: Ubicado en la localidad, este museo conserva piezas arqueológicas o históricas de la región, además de contar con amplia documentación y elementos para la interpretación y estudio de la traza de los caminos incas en la provincia de La Rioja.

- Iglesia San José: Monumento Histórico Nacional, desde el año 1967, se encuentra emplazada dentro de la plaza de la localidad. Resulta de interés por su estilo constructivo, las imágenes que en él se veneran y los distintos elementos de madera del conjunto.

- Molino harinero de Campanas: Aún en funcionamiento, es una muestra de los antiguos métodos de molienda.

## Sismicidad
La sismicidad de la región de La Rioja es frecuente y de intensidad baja, y un silencio sísmico de terremotos medios a graves cada 30 años en áreas aleatorias.